# Maarten van Garderen
Maarten Van Garderen est un joueur néerlandais de volley-ball né le 24 janvier 1990 à Renswoude (province d'Utrecht). Il mesure 2,00 m et joue réceptionneur-attaquant. Il totalise 27 sélections en équipe des Pays-Bas.

## Clubs
| Club              | De        | À         |
| ----------------- | --------- | --------- |
| SSS Barneveld     | 2006-2007 | 2010-2011 |
| Orion Doetinchem  | 2011-2012 | 2011-2012 |
| Volley Corigliano | 2012-2013 | 2012-2013 |
| Trentino Volley   | 2013-2014 | 2013-2014 |
| Trentino Volley   | 2014-2015 | 2014-2015 |
| Porto Robur Costa | 2015-2016 | 2016-2017 |
| Modène Volley     | 2017-2018 | 2017-2018 |
| Trentino Volley   | 2018-2019 | 2018-2019 |
| Top Volley Latina | 2019-2020 | 2019-2020 |
| Bankası Ankara    | 2020-2021 | ...       |

## Palmarès
- Championnat des Pays-Bas (1)
  - Vainqueur : 2012
- Supercoupe des Pays-Bas (2)
  - Vainqueur : 2011, 2012